# 蔡熾昌
蔡熾昌，JP（1944年9月5日—），前香港政府官員。他於1967年加入教育司署，1970年至1977年任職署方考試組，長年負責公開試籌備工作。1977年轉到當時新成立的香港考試局之後，最初於統計及資訊科技部門任職，及後調到科目委員會，並一直統籌公開試項目。退休前於1992年至2004年間出任第3任香港考試局（2002年改稱香港考試及評核局）秘書長。在任期间，他参与课程发展、教育评核等工作，并应对多起考试和行政失误事件。退休后，蔡炽昌继续参与教育和社会活动，如担任校友会职务、撰写文章、担任名誉顾问等。

## 背景

### 個人發展
蔡熾昌早年在中國內地成長，於國內的小學修讀小學一年級至四年級課程，及至1955年移居香港島生活，且插班入讀小學五年級，1957年畢業於跑馬地馬伕子弟學校。他同年考獲政府獎學金，以免交中學5年學費的資格升上皇仁書院。蔡熾昌於1956至1957學年以全級第一名成績完成小六學業，其中中文科與英文科均為全級第一名。其後他在1962年畢業於皇仁書院中五年級，與前嶺南大學校長陳坤耀、前香港考試及評核局副主席譚萬鈞、作家岑逸飛以及前懲教署署長伍靜國為同屆同學，繼而在1964年於原校修畢中七預科課程，並在獲批政府助學金的情況下考入香港大學。蔡熾昌就讀大學期間主修理科學系，分別於1967年和1972年取得理學士學位（三級榮譽）和教育證書，在校時與范徐麗泰一同以幹事身份舉辦學生會活動。
當蔡熾昌大學畢業之前，他已於1967年9月4日加入教育司署任職助理教育主任，1967年至1969年任教於筲箕灣東官立中學，又於1969年至1970年轉職至市政局圖書館。1970年開始主要處理教育司署考試組工作，至1973年4月1日升任教育主任（學校）。後來由於專責安排及統籌考試的法定機構香港考試局成立，他於1977年轉到該局資訊系統部繼續發展其教育事業，1980年代曾任該部門經理。到了1989年接替同由教育署考試組轉職過來的教育官陳永照出任副秘書長，升職前為高級考試主任，3年後升為秘書長。
除了考評事務以外，蔡熾昌於1997年至2003年被委任為香港課程發展議會委員，2001年7月1日獲政府委任為太平紳士，2003年至2005年則擔任語文教育及研究常務委員會當然委員。其秘書長任期直至他2004年退休時完結，由前澳洲維多利亞州課程評核局主席兼行政總監、美國國家教育及經濟研究和發展中心主任姚培德接掌秘書長一職。退休後，蔡熾昌不時參與母校校友會活動或會務，如擔任皇仁舊生會中學校董、皇仁舊生會榮譽顧問、主持英文口語訓練班、出席皇仁舊生會何鴻燊天文觀測站開幕禮等等。此外也曾投稿至明報、信報和明報月刊發表個人意見，還應邀當香港商業專科學校名譽顧問，以萬鈞教育機構會董身份擔任萬鈞伯裘書院、萬鈞匯知中學和賽馬會萬鈞毅智書院校董。

### 任內貢獻
蔡熾昌擔任考試及評核局秘書長早期檢討過是否給政府認可予由考評局主辦的中英數基本能力測試（Basic Proficiency Test），以便學生就業。然後應對了多件局方行政及失誤事件，例如1996年香港高級程度會考中國語文及文化科實用文寫作試題洩露後考生集體背寫補習社範文、2001年首宗公開試命題教師涉嫌洩露試題的個案、網站「生活易」未能準時在網上公佈會考成績、2002年高考化學科試題出錯等等。2002年高考化學科試題出錯事件發生後，他承認局方即使已增撥額外資源去審閱試卷，審閱員依然未能阻止問題產生。正因如此，他主張政府投放100萬元讓考評局優化評卷系統。考評局最終在2005年考慮網上評卷方案，2007年正式採用網上評卷系統，以提升工作效率。
他曾經公開表示考評局每年都會遺失一定數目的公開試試卷。若非考生提出覆核申請或局方確認試卷已經遺失，考評局不一定會如實對外透露實際情況。

## 政治立場
2019年5月，時任香港大學法律系副教授戴耀廷因2014年佔領中環運動被判囚16個月。蔡熾昌聯同港大校友關注組發起聯署，要求校方公平公正地處理革除戴耀廷教席問題。同年7月21日元朗襲擊事件發生後，時任新界西立法會議員何君堯在街上與多名白衣人握手，引起社會爭議。蔡熾昌及皇仁舊生會多位校友在報章刊登聯署聲明，譴責皇仁書院校友何君堯的行為。
而在2020年香港中學文憑考試歷史科爭議中，蔡熾昌撰文呼籲考評局取消題目之前須以科學為基礎和在參考學科專家的專業意見後，才好作出決定。但事後大公報記者直指他為試題辯護，更指出他曾多次發表反修例、反政府和仇警文章。

## 個人生活
蔡熾昌已婚，婚後育有1子蔡銘禧(Choi Ming Hei Edwin)。蔡銘禧是前香港大學法律系客席講師，現為大灣區企業專才學院家族辦公室法律顧問。